# Ваїкато (річка)
Ваїка́то (англ. Waikato) — найбільша річка Нової Зеландії, протяжністю 425 км, що протікає в центральній частині Північного острова і впадає в Тасманове море.

## Назва
Назва річки Ваїкато має маорійське походження і в перекладі з місцевої мови означає «поточна вода».

## Річкова система
Річка Ваїкато бере свій початок на східних схилах гори Руапеху, живлячись переважно водами, що утворилися при таненні льодовика Мангатоетоенуі (в минулому Ваїкато). Найпівденніша притока річки носить назву Верхній Ваїкато. Із заходу, поблизу хребта Каїманава, у Ваїкато впадає річка Ваїпакіхі. У місці, де річка зливається з річкою Ваїхохону, вона носить назву Тонгаріро. Зі сходу, з боку озера Ротоаїра, в Тонгаріро впадає річка Поуто. Надалі річка тече в північному напрямку, протікаючи через місто Турангі, і впадає в озеро Таупо. Велика система озер, тунелів та каналів у цьому місці використовується для виробництва гідроелектроенергії.
У північній частині Таупо Ваїкато, протікаючи через місто Таупо, випливає з озера і тече в північно-східному напрямку. На відстані приблизно за 40 км від озера річка потім повертає на захід і впадає в південну частину озера Охакурі. В північно-західній частині озера вона випливає і тече в західному напрямку, протікаючи згодом через невеликі озера Атіамурі і Факамару. В північно-західному напрямку Ваїкато потім протікає через озеро Мараетаї і в озері Ваїпапа зливається з однойменною річкою, після чого бере курс на північ і протікає через озера Арапуні і Карапіро, де зливається з річкою Покаїфенуа.. Наявність великої кількості озер у цьому регіоні пояснюється численними гідроелектростанціями, які, перекриваючи річку, утворюють штучні озера.
На північний захід від озера Карапіро річка утворює річковий басейн Ваїкато, протікаючи через міста Кеймбридж, Гамільтон і Нгаруавахіа, поблизу якого в Ваїкато впадає найбільша його притока, річка Ваїпа. Згодом річка тече в північному напрямку через ущелину Таупірі. Далі на північ розташовані міста Хантлі і Меремере, де у Ваїкато впадають річки Фангамаріно і Марамаруа. У міста Мерсер в річку впадає інша притока, річка Мангатафірі, після чого Ваїкато тече в західному і південно-західному напрямку. Недалеко від гирла, поблизу міста Порт-Ваїкато, у Ваїкато з півночі впадає ще одна притока, річка Арароа.

## Флора та фауна
У річці зареєстровано велику кількість водної рослинності і риби: не менше 19 видів корінних видів риб, 10 видів інтродукованих видів і безліч безхребетних і рослин. Здійснюється комерційний вилов риби (перш за все вугра). Вугрі традиційно були основою денного раціону місцевих племен маорі.

## Каскад ГЕС
На річці наявні наступні ГЕС: ГЕС Aratiatia, ГЕС Охакурі, ГЕС Атіамурі, ГЕС Whakamaru, ГЕС Мараетаі, ГЕС Ваїпапа, ГЕС Арапуні, ГЕС Карапіро.